# Whitechapel (álbum)
Whitechapel es el cuarto álbum de estudio de la banda estadounidense de deathcore Whitechapel. Fue lanzado el 19 de junio de 2012 a través de Metal Blade Records. Este fue el primer álbum que presenta al baterista Ben Harclerode. La portada muestra la imagen de la bandera de Tennessee (en homenaje al estado natal de la banda) dentro de la hoja de sierra característica de la banda.

## Lista de canciones
| N.º | Título                                     | Duración |  |
| 1.  | «Make It Bleed»                            | 4:12     |  |
| 2.  | «Hate Creation»                            | 3:29     |  |
| 3.  | «(Cult)uralist»                            | 3:42     |  |
| 4.  | «I, Dementia»                              | 4:43     |  |
| 5.  | «Section 8»                                | 4:26     |  |
| 6.  | «Faces»                                    | 3:12     |  |
| 7.  | «Dead Silence»                             | 4:38     |  |
| 8.  | «The Night Remains»                        | 2:58     |  |
| 9.  | «Devoid» (instrumental)                    | 2:50     |  |
| 10. | «Possibilities of an Impossible Existence» | 4:00     |  |

## Posicionamiento en lista
| Lista (2012)                           | Posición |
| -------------------------------------- | -------- |
| Bélgica (Ultratop valona)              | 168      |
| Estados Unidos (Billboard 200)         | 47       |
| Estados Unidos (Independent Albums)    | 10       |
| Estados Unidos (Top Hard Rock Albums)  | 3        |
| Estados Unidos (Top Rock Albums)       | 20       |
| Estados Unidos (Top Tastemaker Albums) | 20       |
| Reino Unido (UK Rock & Metal Albums)   | 17       |

## Personal
Whitechapel
- Phil Bozeman – voz
- Ben Savage – guitarra principal
- Alex Wade – guitarra rítmica
- Zach Householder – tercera guitarra
- Gabe Crisp – bajo
- Ben Harclerode – batería